# Iso Kortesaari
Iso Kortesaari är en ö i Finland. Den ligger i sjön Haukivesi och i kommunen Rantasalmi i den ekonomiska regionen  Nyslotts ekonomiska region  och landskapet Södra Savolax, i den sydöstra delen av landet, 290 km nordost om huvudstaden Helsingfors. Öns area är 16,3 hektar och dess största längd är 0,7 kilometer i nord-sydlig riktning.